# هارولد ميكلسون
هارولد ميكلسون (بالإنجليزية: Harold Michelson)‏ هو فنان قصة مصورة ‏ ومخرج فني أمريكي، ولد في 15 فبراير 1920 في نيويورك في الولايات المتحدة، وتوفي في 2 مارس 2007 في وودلاند هيلز، كاليفورنيا في الولايات المتحدة.

## وصلات خارجية
- هارولد ميكلسون على موقع IMDb (الإنجليزية)
- هارولد ميكلسون على موقع قاعدة بيانات الفيلم (الإنجليزية)